# جيريمي بكنغهام
جيريمي بكنغهام (بالإنجليزية: Jeremy Buckingham)‏ هو سياسي أسترالي، ولد في 22 نوفمبر 1973 بلاونسستون في أستراليا. حزبياً، نشط في The Greens NSW ‏ ( – 20 ديسمبر 2018). وقد انتخب عضو المجلس التشريعي نيو ساوث ويلز (26 مارس 2011 – ).